# Pycreus compressiformis
Pycreus compressiformis là loài thực vật có hoa trong họ Cói. Loài này được Cherm. miêu tả khoa học đầu tiên năm 1926 publ. 1827.